# Torremontalbo
Torremontalbo ist ein Dorf und eine Gemeinde (municipio) mit 7 Einwohnern (Stand: 2024) im Nordosten der spanischen Autonomen Region La Rioja. Sie gehört zum Weinbaugebiet der Rioja Baja. 

## Lage und Klima
Torremontalbo liegt etwa 20 km (Fahrtstrecke) westnordwestlich der Provinzhauptstadt Logroño in einer Höhe von ca. 425 m. Das Klima ist gemäßigt bis warm; Regen (ca. 733 mm/Jahr) fällt überwiegend im Winterhalbjahr.

## Bevölkerungsentwicklung
| Jahr      | 1970 | 1981 | 1991 | 2001 | 2011 | 2021 |
| Einwohner | 41   | 17   | 12   | 22   | 14   | 11   |

## Wirtschaft
In früheren Jahrhunderten lebten viele Einwohner des Ortes weitgehend als Selbstversorger direkt oder indirekt (als Handwerker und Gewerbetreibende) von der in der Umgebung betriebenen Landwirtschaft. 

## Sehenswürdigkeiten

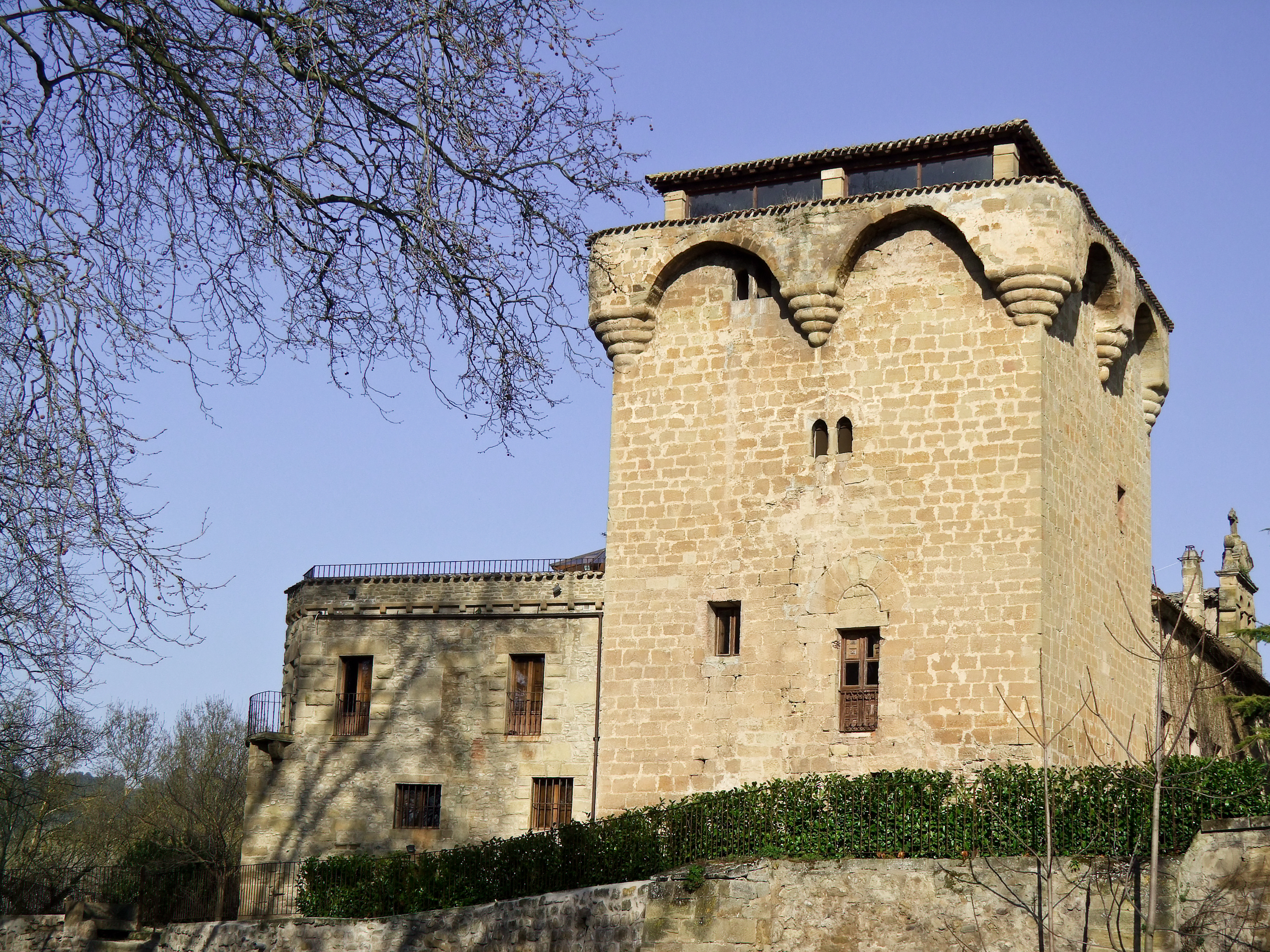
Torre Fuerte

- Torre Fuerte

## Eisenbahnunfall von 1903
Am 27. Juni 1903 entgleiste bei Torremontalbo ein Zug und stürzte von der Überführung. 44 Tote waren nach dem Unglück zu beklagen.